# Aythami Artiles
Aythami Artiles Oliva (Arguineguín, Gran Canaria, España, 2 de abril de 1986) es un futbolista español que juega como defensa en el Arucas C. F. de la Tercera Federación. Se formó en los filiales de la Unión Deportiva Las Palmas procedente de Arguineguín, localidad del sur grancanario donde han nacido famosos futbolistas como David Silva o Juan Carlos Valerón.

## Trayectoria

### Inicios
Aythami Artiles Oliva, más conocido como "Aythami", empezó a jugar al fútbol en el equipo de su pueblo, el C. D. Arguineguín. Durante su etapa de cadete, el canario actuaba en la posición de mediapunta. Además, durante sus primeros pasos en el deporte (a principios de los años noventa), cuando aún era un niño, Juan Carlos Valerón fue su entrenador y también el de David Silva.

### U. D. Las Palmas
Aythami comenzó su carrera futbolística con la U. D. Las Palmas "B" en el año 2003. Su primera temporada en el filial fue bastante buena, por lo que sumado al descenso del primer equipo a Segunda División B consiguió subir a la primera plantilla para la temporada 2004-05. Debutó con el primer equipo amarillo el 28 de noviembre de 2004 en el Estadio de Balaídos ante el Celta "B" y bajo las órdenes de David Amaral. Tras dos años en la categoría de bronce, la U. D. Las Palmas consiguió volver a Segunda División para la temporada 2006-07. Su rendimiento en esa nueva campaña liguera llamó la atención de un club de Primera División, el Deportivo de La Coruña.

### R. C. Deportivo de La Coruña
En 2007 fichó por el Deportivo por 618 000 €. Sin embargo, en esa primera temporada con su nuevo club solo llegó a disputar un partido. Esto le hizo replantearse su situación y decidió buscar una salida temporal.

### Xerez C. D.
Esa salida se hace efectiva cuando Aythami, el Deportivo y el Xerez C. D. acordaron su cesión al club andaluz para el resto de la temporada 2007-08. Llegaba a un club en apuros al encontrarse en puestos de descenso a Segunda División B. A pesar de estos problemas, supo adaptarse rápidamente al encontrar compañeros como Momo o Adrián Martín, que también procedían de la cantera de la Unión Deportiva Las Palmas. En Xerez se hizo con la titularidad en el centro de la defensa, contribuyendo a la permanencia del equipo en la categoría.
Al terminar la temporada 2007-08, su período de cesión en el Xerez acabó y debía volver a La Coruña, pero finalmente en ese mismo mercado veraniego ambos clubes pactaron la prolongación de la cesión hasta el final de la temporada 2008-09. En dicha temporada, el Xerez C. D. logró por primera vez ascender a la Primera División, coronándose además como campeón de la categoría de plata, y consolidándose definitivamente en el equipo. Durante la celebración del ascenso del Xerez a Primera, lució una bandera del C. D. Arguineguín.
Una vez llegado al fin de la temporada, volvió al Deportivo debido a la finalización del contrato de cesión que el Xerez tenía con la entidad blanquiazul. Durante aquel verano, concretamente en julio de 2009, fue padre de una niña llamada Claudia.
Ante la imposibilidad de quedarse en el conjunto gallego debido a la cantidad de centrales en el equipo, regresó por tercera temporada consecutiva al Xerez Deportivo. En su tercer año en el conjunto azulino disputó 30 partidos (29 de titular) para un total de 2610 minutos (fue el tercer jugador más utilizado de su equipo) y marcando dos goles. Entre estos goles destaca que suyo fue el primer gol del Xerez en Primera como visitante (ante el Getafe C. F.), que además era su primer tanto en la máxima categoría, y lo hizo con la nuca. Marcó otro gol ante el C. D. Tenerife y fue titular con habitualidad, pero el equipo descendió.

### Regreso al Deportivo de La Coruña
En el verano de 2010 volvió al Depor, tras finalizar la cesión, confirmándose que en la temporada 2010-11 iba a formar parte de la primera plantilla del club gallego. Volvió a jugar con el equipo gallego, tres años después, saliendo desde el banquillo en el Santiago Bernabéu. En su primer partido como titular, siendo el central de una defensa de cinco hombres, el Deportivo consiguió su primera victoria de la temporada por 3-0 ante el R. C. D. Espanyol. En la jornada siguiente marcó su primer gol con el Deportivo en el triunfo por 1-2, ante el Levante U. D. Sin embargo, el club gallego acabó descendiendo a Segunda veinte años después, aunque él renovó su contrato con el Depor hasta 2015.
Con el conjunto gallego logró su segundo ascenso a Primera División y también su segundo campeonato de Segunda División en la temporada 2011-12.

### Regreso a Las Palmas
El 23 de agosto de 2013 rescindió su contrato con el Deportivo y fichó por la U. D. Las Palmas por cuatro temporadas. De vuelta en el equipo de su tierra, logró un nuevo ascenso a Primera, el tercero en su carrera. En 2016, un año antes de finalizar su contrato, renovó por cuatro años más hasta 2021. Sin embargo, el 3 de enero de 2018 fue apartado de la primera plantilla por Paco Jémez, quedándose sin ficha.

### Córdoba C. F.
A finales de enero rescindió el contrato para poder fichar por el Córdoba C. F. en la Segunda División. Rápidamente se hizo con la titularidad y aportó varios goles a su nuevo equipo.

### Nuevo regreso a Las Palmas
El 25 de enero de 2019 la Unión Deportiva Las Palmas anunció su regreso al conjunto canario. Esta tercera etapa en el club llegó a su fin con la finalización de su contrato al término de la temporada 2020-21, a pesar de que él tenía intención de seguir en el equipo.

### Nàstic y retirada
El 22 de julio de 2021 se hizo oficial su incorporación al Nàstic de Tarragona por una temporada. Terminó la temporada 2021-22 quedándose a las puertas del ascenso a Segunda División, tras lo cual anunció su retirada.

### Retorno al fútbol semiprofesional
En septiembre de 2023 retomó el fútbol en el C. D. Arguineguín de su localidad natal, jugando una temporada en Regional Preferente. A mitad de la temporada siguiente dejó el club para fichar por el Estrella C. F. en Tercera Federación. En julio de 2025 se incorporó al Arucas C. F. de la Tercera Federación.

## Selección española
Fue internacional en tres ocasiones con España sub-19.

## Clubes
Actualizado al último partido jugado el 24 de mayo de 2021.
| Club                         | Temporada | Categoría             | Part.* | Goles* |
| ---------------------------- | --------- | --------------------- | ------ | ------ |
| Las Palmas Atlético          | 2003-04   | Tercera División      | -      | -      |
| U. D. Las Palmas             | 2004-05   | Segunda B             | 23     | 2      |
| U. D. Las Palmas             | 2005-06   | Segunda B             | 37     | 3      |
| U. D. Las Palmas             | 2006-07   | Segunda División      | 32     | 1      |
| R. C. Deportivo de La Coruña | 2007-08   | Primera División      | 1      | 0      |
| Xerez C. D.                  | 2007-08   | Segunda División      | 20     | 1      |
| Xerez C. D.                  | 2008-09   | Segunda División      | 37     | 4      |
| Xerez C. D.                  | 2009-10   | Primera División      | 30     | 2      |
| R. C. Deportivo de La Coruña | 2010-11   | Primera División      | 19     | 2      |
| R. C. Deportivo de La Coruña | 2011-12   | Segunda División      | 23     | 2      |
| R. C. Deportivo de La Coruña | 2012-13   | Primera División      | 26     | 0      |
| U. D. Las Palmas             | 2013-14   | Segunda División      | 24     | 3      |
| U. D. Las Palmas             | 2014-15   | Segunda División      | 33     | 3      |
| U. D. Las Palmas             | 2015-16   | Primera División      | 31     | 0      |
| U. D. Las Palmas             | 2016-17   | Primera División      | 11     | 0      |
| U. D. Las Palmas             | 2017-18   | Primera División      | 3      | 0      |
| Córdoba C. F.                | 2017-18   | Segunda División      | 17     | 4      |
| Córdoba C. F.                | 2018-19   | Segunda División      | 16     | 3      |
| U. D. Las Palmas             | 2018-19   | Segunda División      | 9      | 1      |
| U. D. Las Palmas             | 2019-20   | Segunda División      | 29     | 0      |
| U. D. Las Palmas             | 2020-21   | Segunda División      | 12     | 0      |
| Nàstic de Tarragona          | 2021-22   | Primera División RFEF | 27     | 0      |

## Palmarés
- Campeón de Segunda División de la temporada 2008/09 con el Xerez Club Deportivo y de la temporada 2011-12 con el Deportivo de la Coruña.